# Kamen Rider Ryuki
Kamen Rider Ryuki (仮面ライダー龍騎, Kamen Raidā Ryūki, Masked Rider Ryuki) est une série télévisée japonaise de type Tokusatsu. Elle est la douzième série de la franchise Kamen Rider. Coproduite par la Toei et les productions Ishinomori, elle compte 50 épisodes diffusés entre le 3 février 2002 et le 19 janvier 2003 sur TV Asahi. En 2009, elle a été adaptée pour le public américain sous le nom de Kamen Rider Dragon Knight sur le même schéma que Masked Rider en 1996, version Saban de Kamen Rider Black RX. Elle sera suivie de Kamen Rider 555.

## Histoire
Treize jeux de cartes ont été créés pour treize Kamen Riders. Ils permettent de contacter des monstres du Monde Miroir, une dimension parallèle à la nôtre dans laquelle seuls les Kamen Riders peuvent exister. Les Riders peuvent utiliser la force des monstres à condition de les nourrir avec la force des créatures qu'ils détruisent. Le créateur des cartes Advent (アドベントカード, Adobento Kādo) n'a qu'une règle : il ne peut y avoir qu'un seul Kamen Rider survivant. Les autres doivent être tués et le vainqueur aura un souhait exaucé, ce qui engendre une bataille appelé le Rider War.
Partout dans la ville, des personnes innocentes disparaissent à jamais. Pendant son enquête sur ces évènements, Shinji Kido – un stagiaire au journal en ligne ORE Journal – découvre l'un des jeux Advent dans un appartement ou toutes les surfaces réfléchissantes ont été recouvertes de papier journal. Il est rapidement transporté dans le monde Miroir et découvre la vérité sur les disparitions : les gens sont aspirés à travers des miroirs par les monstres du monde Miroir pour se nourrir. Il est à deux doigts de se faire tuer lorsqu'il est sauvé par Kamen Rider Knight : Ren Akiyama. Ren cherche à gagner la Rider War à tout prix. Il travaille avec une jeune femme qui s'appelle Yui Kanzaki et qui cherche son frère disparu : le maître de la Rider War, Shirō Kanzaki. Shinji décide de participer à la Rider War pas pour le prix mais pour protéger les gens du monde Miroir et peut mettre fin aux combats entre Kamen Riders. Avec Dragredder comme Contract Monster, il devient Kamen Rider Ryuki.

## Riders
Les Kamen Riders sont les 13 personnes utilisant les decks de cartes conçus par Shirô Kanzaki, cartes qui leur permettent de matérialiser des armes ou d'activer des pouvoirs spéciaux. En plaçant leur deck devant un miroir (ou n'importe quelle surface réfléchissante), ils font apparaître une ceinture qui vient se fixer à leur taille. En insérant leur deck au centre de leur ceinture en criant Henshin ! (変身 !, c'est-à-dire en français Métamorphose !) ils font sortir du miroir trois images de leur costume qui fusionnent en une armure entourant leur corps.
Cette armure leur permet d'entrer et de sortir à volonté du Mirror World (ils ne peuvent cependant ressortir que par le miroir par lequel ils sont entrés) et d'y rester plus longtemps qu'une personne normale. La durée reste cependant limitée à 9 minutes et 55 secondes, délai au-delà duquel l'armure commence à se désagréger. Si le deck est détruit lors d'un combat, l'armure disparaît et le Rider se retrouve piégé dans le Mirror World jusqu'à ce que son corps se désintègre. Au départ, les Kamen Riders ne peuvent se transformer qu'en une forme Blank, caractérisée par une armure noire et des armes peu puissantes.
Pour pouvoir utiliser leurs capacités à leur maximum, ils doivent se servir d'une carte Contract pour prendre le contrôle d'un Mirror Monster qui combat ensuite à leurs côtés. Cette association augmente les pouvoirs du Rider tandis que son armure et ses armes se transforment pour prendre un aspect proche de celui du monstre qu'ils contrôlent. En contrepartie, ce monstre se nourrit de l'énergie vitale des monstres vaincus par son maître. S'il n'est pas nourri régulièrement, il peut se retourner contre lui et le dévorer. De même, si la carte qui le contrôle est perdue ou détruite, le Rider n'a plus aucun pouvoir sur son monstre et reprend sa forme Blank.
Les Kamen Riders qui apparaissent dans la série sont:
- Kamen Rider Ryuki (01)
- Kamen Rider Knight (01)
- Kamen Rider Scissors (04)
- Kamen Rider Zolda (06)
- Kamen Rider Raia (13)
- Kamen Rider Gai (15)
- Kamen Rider Ouja (17)
- Kamen Rider Odin (28)
- Kamen Rider Tiger (33)
- Kamen Rider Imperer (40)

Les Kamen Riders exclusifs aux films sont:
- Kamen Rider Femme (Episode Final et 13 Riders)
- Kamen Rider Verde (13 Riders)
- Kamen Rider Ryuga (Episode Final et 13 Riders)

Dans Kamen Rider Decade, un nouveau Rider du Monde de Ryuki (une réalité alternative à la série Ryuki) apparaît:
- Kamen Rider Abyss (Decade 06)

## Monstres Miroir
Les Monstres Miroir (ミラーモンスター, Mirā Monsutā) sont des entités créées par Yui sous forme de dessins faits par elle et son frère lorsqu'ils étaient jeunes auxquels l'entité-miroir de Yui a donné la vie. N'ayant pas de vie propre, ils chassent les humains pour se nourrir de la leur. Le seul humain qu'ils ne peuvent attaquer est Yui elle-même, a qui ils obéissent comme Kanzaki. Par contre, les monstres Miroir rebelles qui attaquent Yui sont contrés par Kamen Rider Odin où un monstre Miroir fidèle à Kanzaki. La plupart des monstres sont des alliés et la source de leur puissance pour les treize Kamen Riders, qui accumulent l'énergie des monstres qu'ils ont battu. Si l'énergie n'est pas absorbée, elle redevient un nouveau monstre Miroir.

## Films et épisodes spéciaux

### 13 Riders
Kamen Rider Ryuki Spéciale: 13 Riders (仮面ライダー龍騎スペシャル 13RIDERS, Kamen Raidā Ryūki Supesharu Sātīn Raidāzu) a été écrit par Toshiki Inoue et dirigé par Ryuta Tasaki. Il montre les débuts du treizième Kamen Rider dans la série de Ryuki: Kamen Rider Verde. Ce spécial a d'abord été diffusé sur TV Asahi le 9 septembre 2002,. Il est ensuite sorti en DVD le 21 juillet 2003. Le DVD donne des informations supplémentaires sur les personnages, une interview de l'acteur Arthur Kuroda et des "interview" avec certains des personnages.
Cet épisode spécial est une version alternative de l'histoire Kamen Rider Ryuki. La vie de Shinji Kidou, employé au ORE Journal voit sa vie transformée lorsqu'il est aspiré dans le monde Miroir par un Mispider. Heureusement, il est sauvé par un Kamen Rider, Ryuki (Koichi Sakakibara, joué par Keiichi Wada). Sakakibara est blessé sévèrement et donne son jeu de cartes à Shinji, lui permettant de devenir le prochain Ryuki et battre le monstre. Après avoir rencontré Yui Kanzaki et Ren Akiyama (Kamen Rider Knight), Shinji apprend l'existence de la Rider War et de la participation de tous les autres Riders. Ne supportant pas qu'un combat à la mort ait lieu, Shinji essaie de convaincre les autres Riders d'arrêter le combat et mettre fin à cette guerre. Personne ne l'écoute et les Riders (à l'exception de Raia et Scissors, déjà battus) décident de pourchasser Shinji et son allié malgré lui, Ren. Au bout d'un moment, le jeu de Shinji est détruit et Ren meurt, après avoir donné le jeu de Kamen Rider Knight à Shinji. Le spécial a deux fins qui ont été départagées par les spectateurs au téléphone lors de la diffusion initiale : la fin choisie par les lecteurs (dans laquelle Shinji affronte les Riders restants seul) et la fin alternative (une remise à zéro de la Rider War).

### Épisode final
Kamen Rider Ryuki le Film : Épisode Final (劇場版　仮面ライダー龍騎　ＥＰＩＳＯＤＥ　ＦＩＮＡＬ, Gekijōban Kamen Raidā Ryūki Episōdo Fainaru) est une fin alternative à la série, l'action se déroulant après les évènements de l'épisode 46. Avec plus que six Riders participants à la Rider War; Ryuki (Shinji Kido), Knight (Ren Akiyama), Zolda (Shuichi Kitaoka), Ouja (Takeshi Asakura) et Femme (Miho Kirishima); Shirō Kanzaki les somme de finir la guerre dans les trois jours qui suivent. L'un d'entre eux doit gagner et devenir le vainqueur avant que le sixième Rider ne se montre. Dans le désordre du combat entre Riders, Shinji découvre la vérité incroyable du rapport entre Yui Kanzaki et le monde Miroir et de son double du monde Miroir, Kamen Rider Ryuga.

### Ryuki vs. Kamen Rider Agito
Kamen Rider Ryuki : Ryuki vs Kamen Rider Agito (仮面ライダー龍騎 龍騎vs仮面ライダーアギト, Kamen Raidā Ryūki: Ryūki Buiesu Kamen Raidā Agito) est le Hyper Battle Video de Ryuki. Dans ce spécial, Shinji Kido a un rêve pendant lequel il s'associe avec les Kamen Riders Knight, Zolda et  Ouja, qui se comportent tous de manière anormal, pour combattre un Kamen Rider Agito maléfique dans le monde Miroir. Ils sont bientôt rejoints par le vrai Kamen Rider Agito qui les aide à combattre son double.

### Rider Time: Kamen Rider Ryuki
Une série dérivée en trois épisodes intitulée Rider Time : Ryuki (ライダータイム : 龍騎, Raidā Taimu : Ryūki) a été annoncée et est sortie sur Video Pass au 31 mars 2019 jusqu'au 17 avril 2019, et écrite par Toshiki Inoue. L'intrigue est une suite de la série télévisée originale Ryuki, qui présente le retour soudain de la guerre des Riders du monde des miroirs. Takamasa Suga, Satoshi Matsuda, Hassei Takano, Satoshi Ichijo, Tomohisa Yuge, Takashi Hagino et Tsuyoshi Koyama reprennent leurs rôles respectifs, en plus d'inviter les acteurs principaux de la série Kamen Rider Zi-O, So Okuno et Gaku Oshida. Elle introduit également Kamen Rider Abyss de Kamen Rider Decade dans l'univers principal.
La chanson du générique est "Go ! Now ! ~Alive A life neo~" interprétée par Rica Matsumoto.

## Casting
- Shinji Kido (城戸 真司, Kido Shinji?) : Takamasa Suga (須賀 貴匡, Suga Takamasa?)
- Ren Akiyama (秋山 蓮, Akiyama Ren?) : Satoshi Matsuda (松田 悟志, Matsuda Satoshi?)
- Yui Kanzaki (神崎 優衣, Kanzaki Yui?) : Ayano Sugiyama (杉山 彩乃, Sugiyama Ayano?)
- Shiro Kanzaki (神崎 士郎, Kanzaki Shirō?) : Kenzaburo Kikuchi (菊地 謙三郎, Kikuchi Kenzaburo?)
- Shuichi Kitaoka (北岡 秀一, Kitaoka Shūichi?) : Ryohei (涼平, Ryōhei?)
- Goro Yura (由良 吾郎, Yura Gorō?) : Tomohisa Yuge (弓削 智久, Yuge Tomohisa?)
- Takeshi Asakura (浅倉 威, Asakura Takeshi?) : Takashi Hagino (萩野 崇, Hagino Takashi?)
- Masashi Sudo (須藤 雅史, Sudō Masashi?) : Takeshi Kimura (木村 剛, Kimura Takeshi?)
- Miyuki Tezuka (手塚 海之, Tezuka Miyuki?) : Hassei Takano (高野 八誠, Takano Hassei?)
- Jun Shibaura (芝浦 淳, Shibaura Jun?) : Satoshi Ichijo (一條 俊, Ichijō Satoshi?)
- Satoru Tojo (東條 悟, Tōjō Satoru?) : Jun Takatsuki (高槻 純, Takatsuki Jun?)
- Mitsuru Sano (佐野 満, Sano Mitsuru?) : Takashi Hyuga (日向 崇, Hyūga Takashi?)
- Daisuke Okubo (大久保 大介, Ōkubo Daisuke?) : Kanji Tsuda (津田 寛治, Tsuda Kanji?)
- Reiko Momoi (桃井 令子, Reiko Momoi?) : Sayaka Kuon (久遠 さやか, Kuon Sayaka?)
- Nanako Shimada (島田 奈々子, Shimada Nanako?) : Hitomi Kurihara (栗原 瞳, Kurihara Hitomi?)
- Megumi Asano (浅野 めぐみ, Asano Megumi?) : Chisato Morishita (森下 千里, Morishita Chisato?)
- Sanako Kanzaki (神崎 沙奈子, Kanzaki Sanako?) : Kazue Tsunogae (角替 和枝, Tsunogae Kazue?)
- Eri Ogawa (小川 恵里, Ogawa Eri?) : Mahiru Tsubura (つぶら まひる, Tsubura Mahiru?)
- Hajime Nakamura (仲村 創, Nakamura Hajime?) : Junichi Mizuno (水野 純一, Mizuno Jun'ichi?)
- Hideyuki Kagawa (香川 英行, Kagawa Hideyuki?) : Satoshi Jinbo (神保 悟志, Jinbo Satoshi?)
- Kamen Rider Odin (Voix), Visor Voice (仮面ライダーオーディン、バイザー音声, Kamen Raidā Ōdin, Baizā Onsei?): Tsuyoshi Koyama (小山 剛志, Koyama Tsuyoshi?)
- Slash Visor Voice (スラッシュバイザー音声, Surasshu Baizā Onsei?) : Midori Edamura (枝村 みどり, Edamura Midori?)
- Narration (ナレーション, Narēshon?) : Eiichiro Suzuki (鈴木英一郎, Suzuki Eiichirō?)

### Acteurs en costume
- Kamen Rider Ryuki : Seiji Takaiwa (高岩 成二, Takaiwa Seiji?)
- Kamen Rider Knight : Makoto Itō (伊藤 慎, Itō Makoto?)
- Kamen Rider Zolda, Alternative, Alternative Zero : Yoshifumi Oshikawa (押川 善文, Oshikawa Yoshifumi?)
- Kamen Rider Ouja, Kamen Rider Odin : Jiro Okamoto (岡元 次郎, Okamoto Jirō?)
- Kamen Rider Scissors : Ryoji Okada (岡田 良治, Okada Ryōji?)
- Kamen Rider Raia, Kamen Rider Ouja (sub) : Keizo Yabe (矢部 敬三, Yabe Keizō?)
- Kamen Rider Gai : Takeshi Mizutani (水谷 健, Mizutani Takeshi?)
- Kamen Rider Tiger : Naoki Nagase (永瀬 尚希, Nagase Naoki?)
- Kamen Rider Imperer : Masashi Shirai (白井 雅士, Shirai Masashi?)